# 中華人民共和国国家安全部
中華人民共和国国家安全部（ちゅうかじんみんきょうわこくこっかあんぜんぶ、簡体字：中华人民共和国国家安全部、繁体字：中華人民共和國國家安全部、英語：Ministry of State Security of the People's Republic of China）は、中華人民共和国の情報機関。国務院に所属する政府機関で、1983年7月に党中央調査部を主体とし、国務院公安部政治保衛局・党統戦部・国防科学技術工業委員会の関係部署を統合して成立した。北京市の東城区東長安街14号に本庁舎を設置し、各地に国家安全局を配置する。階級呼称は公安部のそれに準じている。

## 組織構造

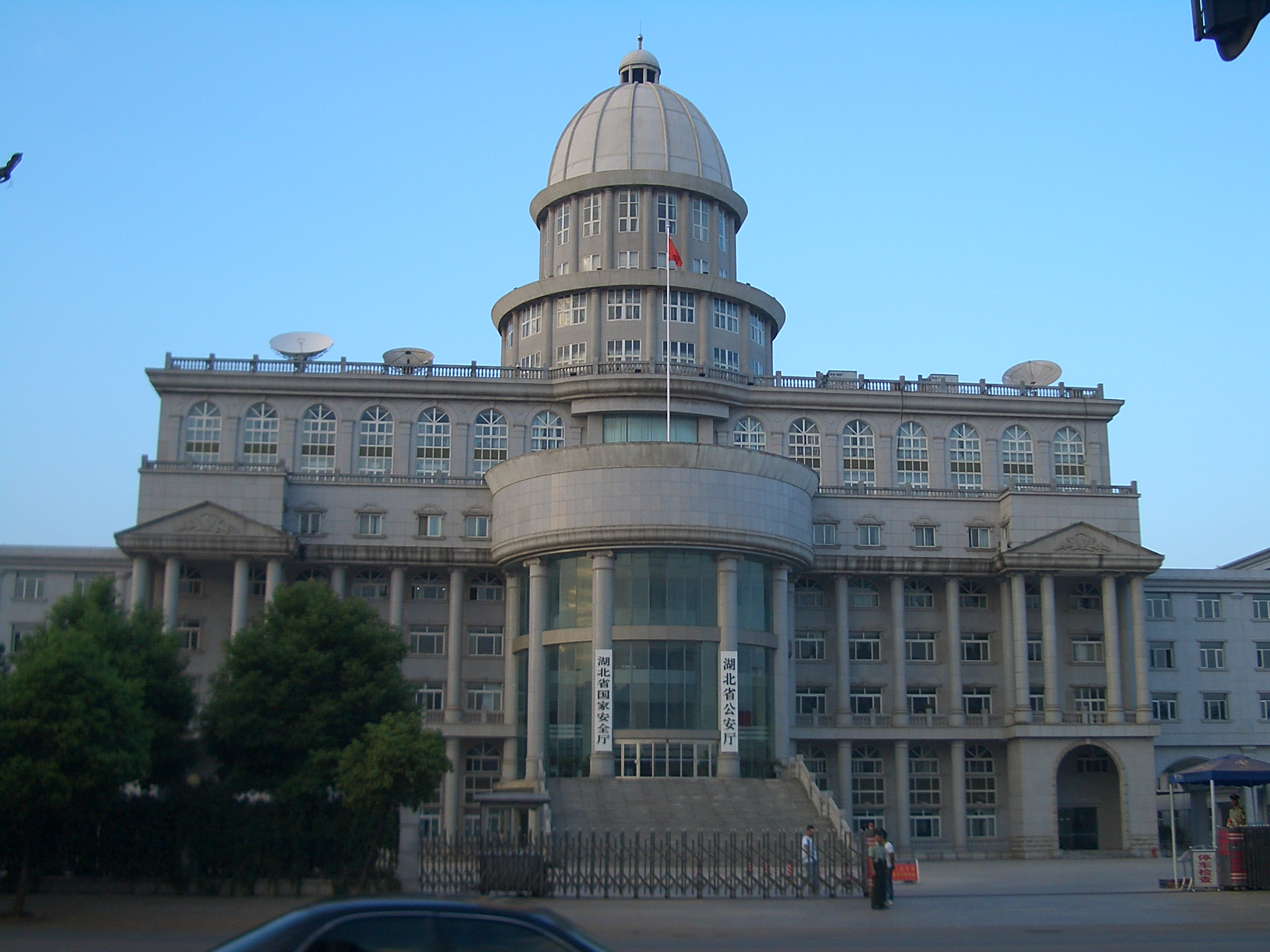
湖北省武漢市にある湖北省国家安全庁の庁舎

### 国家安全部各局の主要工作任務
- 第一局（機要局）暗号通信及び管理
- 第二局（国際情報局）国際戦略情報収集
- 第三局（政経情報局）各国政治経済・科学技術情報収集
- 第四局（台港澳局）香港、マカオ、台湾情報工作
- 第五局（情報分析通報局）　情報分析通報、情報収集業務指導
- 第六局（業務指導局）所轄各省庁業務指導
- 第七局（反間諜情報局）対スパイ情報収集
- 第八局（反間諜偵察局）外国スパイの追跡・偵察・逮捕等
- 第九局（対内保防偵察局）渉外組織の防諜、監視、内部反動組織や外国組織の告発
- 第十局（対外保防偵察局）外国駐在組織人員及び留学生の監視・告発、域外反動組織活動の偵察
- 第十一局（情報資料センター局）文書・情報資料の収集と管理
- 第十二局（社会調査局）民意調査及び一般的社会調査
- 第十三局（科学的偵察技術局）科学的偵察技術・機器の管理・研究開発
- 第十四局（技術偵察局）郵便物検査と電気通信偵察告発
- 第十五局（総合情報分析局）総合情報分析・調査研究
- 第十六局（映像情報局）衛星情報判読を含む各国政治経済軍事関連映像の情報
- 第十七局（企業局）担当組織所属企業、事業ユニットの管理

### 下部組織
直轄市に置かれる国家安全局と、各省に設置されている国家安全庁などがある。

## 歴代国家安全部長
1. 凌雲（1983年6月20日 - 1985年9月6日）
2. 賈春旺（1985年9月6日 - 1998年3月18日）
3. 許永躍（1998年3月18日 - 2007年8月30日）
4. 耿恵昌（2007年8月30日 - 2016年11月7日）
5. 陳文清（2016年11月7日[2] - 2022年10月30日）
6. 陳一新（2022年10月30日 - ）

## 海外での活動
アフガニスタン
2021年1月に、アフガニスタンにて、スパイ容疑などで中国人の集団が拘束された。拘束された集団は中国の情報機関である国家安全省と関係があり、アフガンの国際テロ組織ターリバーン内の最強硬派「ハッカーニ・ネットワーク」と接触していたとされる。